# Akademik Sofia
Akademik Sofia (bułg. ПФК Академик (София)) – bułgarski klub piłkarski z siedzibą w Sofii.

## Historia
Chronologia nazw:
- 1947—1956: DSO (Dobrowołna Sportna Organizacija) Akademik (bułg. Доброволна спортна организация "Академик")
- 1957—1989: SFD (Studentsko Fizkułturno Drużestwo) Akademik (bułg. Студентско физкултурно дружество "Академик")
- 1990—1992: FK Akademik (bułg. ФК "Академик" София)
- 2007—...: PFK Akademik 1947 (bułg. ПФК "Академик 1947" София)

Klub został założony w 1947 roku w Uniwersytecie Sofijskim. Dwa lata później zdobył awans do I ligi bułgarskiej. W sezonie 1950 przyszedł pierwszy sukces, kiedy klub zajął 3. miejsce w mistrzostwach Bułgarii. W następnym sezonie Akademik zajął 4. miejsce w mistrzostwach i awansował do finału Pucharu Bułgarii, gdzie przegrał 0:1 z CSKA Sofia. W sezonie 1953 klub zajął przedostatnie, 11. miejsce i zdegradował do Grupy B. W sezonie 1963/64 klub zajął 1. miejsce w Grupie B i powrócił do najwyższej ligi, ale nie utrzymał się w niej i spadł z powrotem do II ligi.
Po raz trzeci Akademik awansował do Grupy A w 1969 roku. Nastąpiła złota era w historii klubu, która trwała do 1979 roku. Właśnie w tamtym okresie w klubie występował Mładen Wasilew, który jest królem strzelców w historii klubu (68 goli w 209 meczach). W 1974 roku zdobył Puchar Bałkanów wygrywając w finale z jugosłowiańskim Wardar Skopje. W sezonie 1975/76 drużyna ponownie zdobyła brązowe medale mistrzostw Bułgarii i otrzymała prawo reprezentować kraj w pucharach europejskich. Debiut w Europie udał się. W rozgrywkach Pucharu UEFA sezonu 1976/77 najpierw została pokonana Slavia Praga (0:2 i 3:0). Ale w następnej rundzie trafił na AC Milan, któremu ustąpił za sumą dwóch spotkań (4:3 i 0:2).
W sezonie 1978/79 klub zajął przedostatnie 15. miejsce i ponownie spadł z Grupy A. Pobyt w II lidze był krótki - 1. miejsce i powrót do najwyższej ligi. W sezonie 1981/82 klub ponownie startował w Pucharze UEFA, ale przegrał niemieckiej drużynie 1. FC Kaiserslautern (1—3). W następnym sezonie spadł do Grupy B. Po 28 latach, spędzonych w niższych ligach mistrzostw Bułgarii, w sezonie 2009/10 klub zajął 2. miejsce w Grupie B i w meczu play-off wygrał 23 maja 2010 roku z PFK Nesebyr (2:1), ponownie awansując do Grupy A.

## Sukcesy
- 3. miejsce Mistrzostw Bułgarii: 1950, 1976
- mistrz Grupy B: 1964, 1980
- finalista Pucharu Bułgarii: 1951
- finalista Pucharu Bałkanów: 1974

## Stadion
Stadion Akademik w Sofii może pomieścić 18,000 widzów (siedzących miejsc).

## Europejskie puchary
Legenda do wszystkich tabel:
- Q – runda eliminacyjna, 1/16, 1/8, 1/4, 1/2 – odpowiednia faza rozgrywek, Grupa – runda grupowa, 1r gr – pierwsza runda grupowa, 2r gr – druga runda grupowa, F – finał, R – runda, PO – play-off
- k. – rzuty karne, los. – losowanie, Dogr. – dogrywka, w. – zasada bramek strzelonych na wyjeździe

| Sezon   | Rozgrywki   | Runda | Przeciwnik           | Dom | Wyjazd | Ogólnie |
| ------- | ----------- | ----- | -------------------- | --- | ------ | ------- |
| 1976/77 | Puchar UEFA | 1R    | Slavia Praga         | 3–0 | 0–2    | 3–2     |
| 1976/77 | Puchar UEFA | 2R    | A.C. Milan           | 4–3 | 0–2    | 4–5     |
| 1981/82 | Puchar UEFA | 1R    | 1. FC Kaiserslautern | 0–1 | 1–2    | 1–3     |